# Jens Reindl
Jens Reindl (ur. 11 lipca 1972) – austriacki wioślarz.

## Osiągnięcia
- Mistrzostwa Świata – Tampere 1995 – ósemka wagi lekkiej – 7. miejsce[1].
- Mistrzostwa Świata – Glasgow 1996 – czwórka podwójna wagi lekkiej – 11. miejsce[1].
- Mistrzostwa Świata – Aiguebelette 1997 – czwórka podwójna wagi lekkiej – 7. miejsce[1].
- Mistrzostwa Świata – Kolonia 1998 – dwójka podwójna wagi lekkiej – 24. miejsce[1].
- Mistrzostwa Świata – Linz 2008 – ósemka wagi lekkiej – 7. miejsce[1].